# Ornithoglossum
Ornithoglossum Salisb. är ett släkte i tidlösefamiljen som förekommer i södra Afrika. De kallas på engelska för "fågeltungor" eller "ormliljor" (bird's tongue, snake lily) och på afrikaans benämns de ofta "ormhuvuden" (slangkop). De är välkända i Sydafrika och Namibia för att de kan orsaka boskapsförgiftningar då de innehåller alkaloid kolchicin. Den tidigare professorn vid Naturhistoriska Riksmuseet, Bertil Nordenstam (född 1936), är en världsauktoritet på släktet och har skrivit de senaste monografierna över det.